# Boulevard des Airs
Boulevard des Airs (parfois abrégé BDA) est un groupe musical français, originaire de Tarbes, dans les Hautes-Pyrénées. Formé en 2004, le groupe joue un mélange de styles dont la world music, la pop et la musique électronique. L'album Bruxelles, sorti le 1er juin 2015, est certifié double disque de platine (200 000 exemplaires vendus). Cet opus permet au groupe de se lancer dans une tournée de plus de cent dates à travers le monde et de faire sa première tournée des Zéniths en France.
L'album suivant, Je me dis que toi aussi, publié en 2018, leur permet de décrocher la Victoire de la musique de la chanson de l'année avec le titre éponyme en 2019. Leur single suivant Allez reste, enregistré en duo avec Vianney, deviendra le titre le plus diffusé de l'année en radio (remportant ainsi le prix Yacast en janvier 2020), et leur permettra d'être nommés une troisième fois (après 2013 et 2019) aux Victoires de la musique en 2020,.
En 2025 le groupe annonce la sortie d'un nouvel album, dont le titre "Je rentre à la maison" servira de support pédagogique et culturel à un projet international à destination des élèves de la maternelle au supérieur, des associations, des foyers ... et une tournée des salles et festivals pour 2026,,.

## Histoire

### Débuts (2004–2012)
Boulevard des Airs est formé en 2004 au lycée Marie-Curie à Tarbes dans le département des Hautes-Pyrénées à l'initiative de deux amis, Sylvain Duthu et Florent Dasque,,.
Le groupe signe avec la maison Sony Music en juin 2011. Le 17 juillet 2011 sort le single Cielo Ciego. Leur premier album, Paris-Buenos Aires, sort le 17 octobre 2011, et sera certifié disque d'or,. Ils réalisent une tournée d'une centaine de dates en France, en Espagne, en Suisse, en Belgique et au Canada. En 2013, ils assurent également la première partie de la tournée des zéniths du groupe Tryo et à Paris-Bercy.

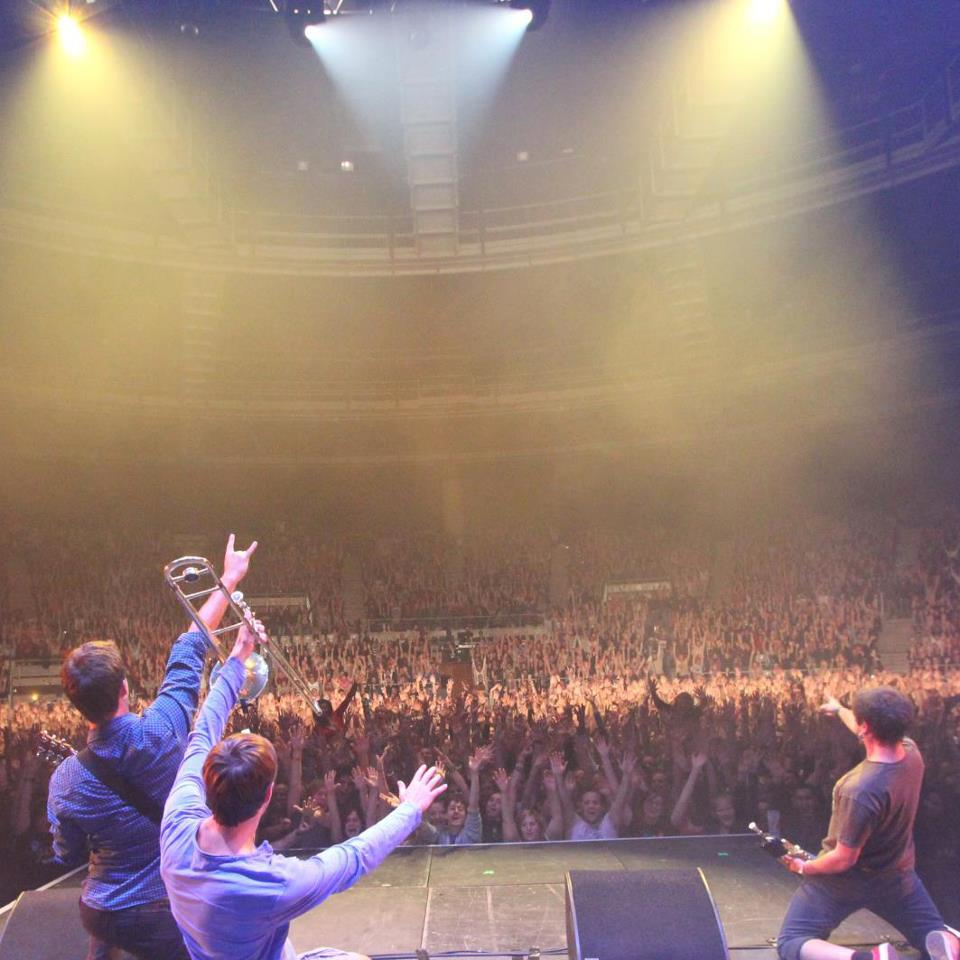
Boulevard Des Airs Live

### Premiers albums (2013–2017)
Le 8 janvier 2013, le groupe est nommé dans la catégorie « Révélation scène » des Victoires de la musique. Le 13 mai 2013 paraît leur deuxième album intitulé Les Appareuses Trompences. Ils font la promotion de leur nouvel album avec une tournée de presque deux ans en France et dans d'autres pays d'Europe. Le troisième album du groupe intitulé Bruxelles sort le 1er juin 2015. Dès sa sortie, il se classe dans le top 10 des meilleures ventes en France. L'album est certifié disque d'or puis disque de platine quelques mois plus tard. Le groupe est invité au sommet du Pic du Midi de Bigorre dans les Pyrénées pour donner un concert exceptionnel, devenant le premier groupe à jouer dans ce lieu.
Le groupe réalise ensuite une tournée internationale, Bruxelles Tour, en Europe et en Amérique du Sud,. L'occasion aussi pour le groupe de connaitre sa première tournée des Zéniths en France.
Le 16 février 2017, Sylvain Duthu et Florent Dasque sont les parrains de la finale du 7e Prix Georges Moustaki, à Paris, remporté par Léopoldine HH, qu'ils prendront par la suite en première partie de leur concert à la Halle Tony Garnier de Lyon.

### Je me dis que toi aussi(2018–2020)
Le 31 août 2018 sort l'album Je me dis que toi aussi classé parmi les trois meilleures ventes du pays dès sa sortie. Il devient disque de platine peu de temps après devenant ainsi le troisième du groupe en trois albums différents. Ce disque comporte un duo Allez reste avec leur ami Vianney. Le groupe annonce dans la foulée une nouvelle tournée des zéniths. L'album contient un peu plus d'electropop.
Le 10 janvier 2019, le groupe est nommé pour la deuxième fois aux Victoires de la musique dans la catégorie « chanson originale » avec leur titre Je me dis que toi aussi. Le 8 février 2019, lors de la 34e cérémonie des Victoires de la musique, le groupe remporte le trophée de la « chanson originale » de l'année devant Damso, Orelsan, Louane, Julien Doré et Aya Nakamura. Le 22 juin, ils sont invités avec Vianney à participer au grand concert de Patrick Bruel donné à l'amphithéâtre de Nancy, puis à celui de la Paris La Défense Arena. À partir de juillet 2019, Allez reste se classe numéro 1 français pendant 9 semaines en radio devant Angèle[source insuffisante] ; le groupe annonce par la même occasion une version symphonique du titre. Le 1er octobre 2019, NRJ annonce la nomination du groupe aux NRJ Music Awards 2019.
Le 29 octobre 2019, le groupe annonce la sortie d'une version deluxe comprenant des titres inédits, des versions acoustiques, une version symphonique de leur tube Allez reste, ainsi qu'un duo avec Patrick Bruel,. Ce titre, écrit et composé par certains membres du groupe, sera joué lors du grand concert à Paris La Défense Arena le 7 décembre 2019, retransmis en direct sur TF1, et fera l'objet d'un clip. Le 11 décembre 2019, le groupe est nommé dans la catégorie « Spectacle de l'année » aux Olympia Awards 2019 aux côtés notamment de Clara Luciani, Dadju, Roméo Elvis et Claudio Capéo. Le 13 décembre 2019, les médias annoncent que le groupe sera auteur et compositeur du titre des Enfoirés 2020 et cédera ses droits d'auteur à l'association Les Restos du cœur,,.
Le 13 janvier 2020, la presse annonce la nomination pour la troisième fois du groupe aux victoires de la musique 2020. Pour la deuxième année consécutive, après avoir remporté le trophée en 2019, ils sont nommés dans la catégorie chanson de l'année. Le 5 juin 2020, le groupe participe bénévolement au premier concert Drive In de France à Albi,,,,,.

### Loin des yeux(depuis 2020)
Le 16 juin 2020, le groupe annonce la sortie d'un nouvel album : Loin des yeux, né durant le confinement, qui a pour premier extrait Emmène-moi en duo avec LEJ. L'album comportera de nombreuses collaborations avec notamment Tryo, Patrick Bruel, Yannick Noah, Vianney, Claudio Capéo ... ainsi que 12 titres inédits retraçant le parcours du groupe. Cet opus sortira également en vinyle. La tournée est annoncée à partir du printemps 2021.
Le 26 octobre 2020, la presse annonce la nomination du groupe aux NRJ Music Awards 2020 .

### Annonce du retour(2024)

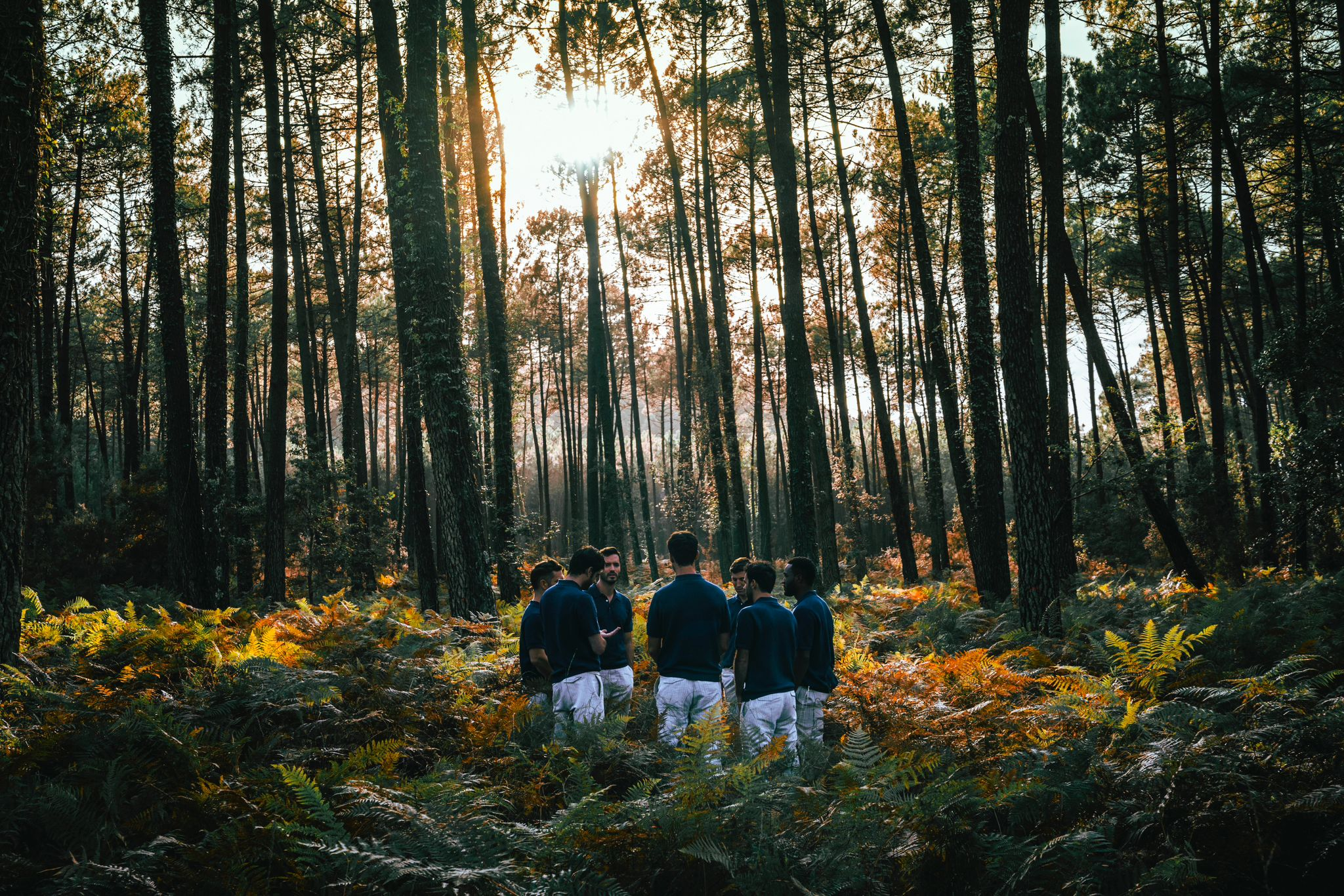
Boulevard Des Airs 2025

En décembre 2024, la presse annonce le retour du groupe début 2025 avec un nouvel album et une nouvelle tournée,,. En janvier 2025 sort "Seul ici" premier extrait de ce nouvel opus,.
Ce retour est marqué par l'absence de Sylvain Duthu, qui entame un projet solo, ainsi que l'arrivée d'Eyal au chant, repéré auparavant par le groupe.
L'album "Loin des yeux" devient comme les trois précédents lui aussi disque d'or. Certifié par le Syndicat national de l'édition phonographique en mai 2025 

### Nouvel album - Nouvelle tournée "Je rentre à la maison" (2025)

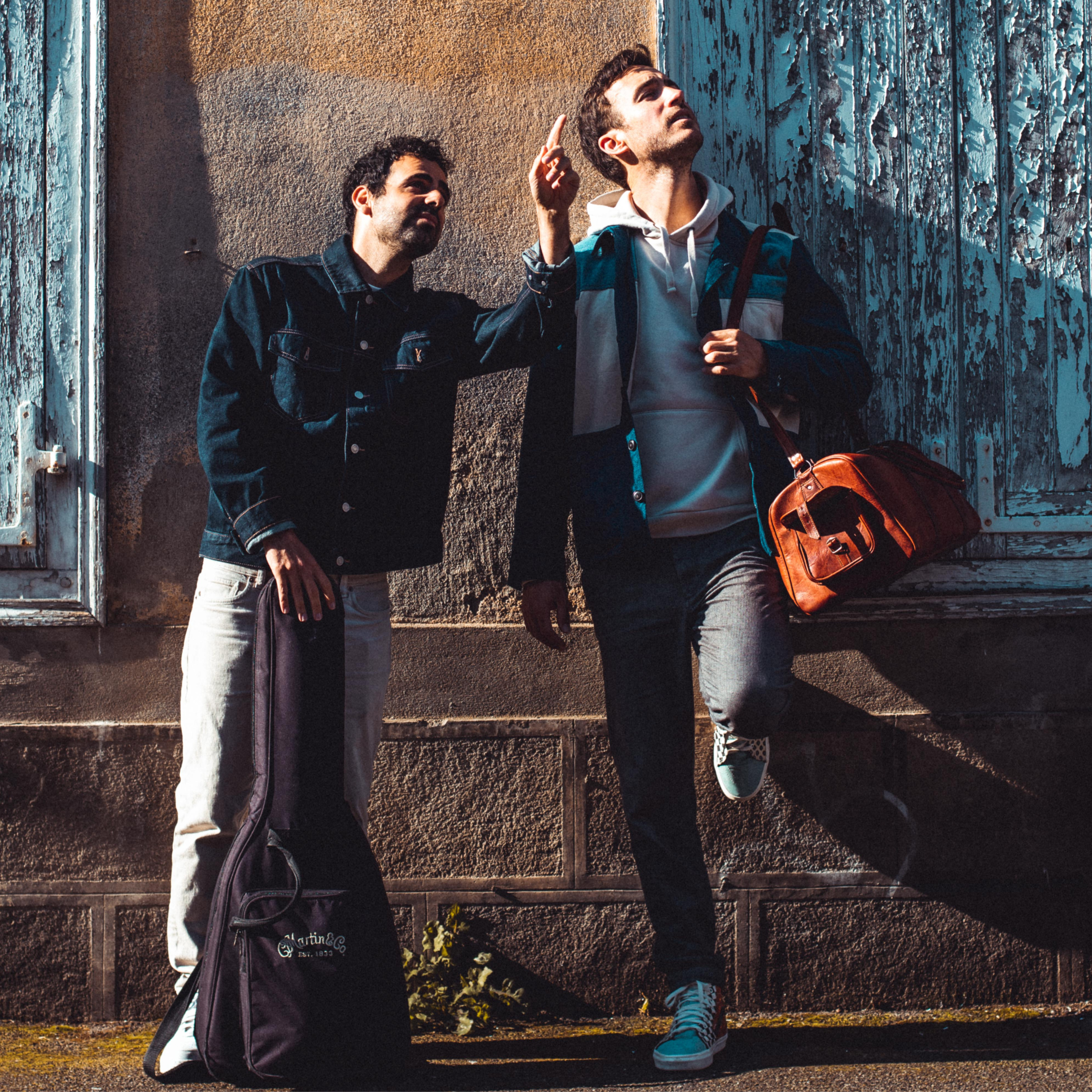
Boulevard Des Airs (Florent Dasque - Eyal)

En février sort un nouveau titre "Seul ici". Une chanson sur le deuil d'une relation, l’acceptation de la solitude et la recherche de soi après une rupture ou un décès. Le groupe raconte le voyage intérieur qui s'entame quand l'autre s'en va, laissant un vide que rien ni personne ne peut combler. Un rêve de vie à deux brisé, un départ prévu qui ne se concrétise pas. La chanson explore la souffrance, le doute et la résilience face à l’absence, tout en refusant de se laisser submerger par la douleur,.
Le 23 mai le groupe sort un nouveau titre "Je rentre à la maison",.
Ce titre sera d'ailleurs le support d'un projet pédagogique et culturel international, en collaboration avec les ministères de l'éducation nation et de la culture, à destination des élèves et des enseignants de l'école au lycée ainsi que des associations luttant par exemple contre le harcèlement scolaire ou le décrochage scolaire, des foyers, des structures adaptées,,,,,,,...

## Écriture, collaborations, label HOME
Les quatre auteurs et compositeurs Florent Dasque, Jean-Noël Dasque, Sylvain Duthu et Jérémie Planté composent, écrivent et produisent tous les titres de BDA et travaillent aussi pour d'autres artistes. Ils composent et écrivent le titre Et toi sur l'album Tant que rien ne m'arrête de Claudio Capéo paru en 2018, devenu disque de platine.
En juin 2019, ils composent et écrivent Viens le premier single du nouvel album de Yannick Noah signant là son retour après cinq ans de pause musicale,,.
En octobre 2019, le groupe compose et écrit Tous les deux pour Patrick Bruel, présent sur le neuvième album du chanteur, Ce soir on sort…. En décembre 2019, les médias annoncent qu'ils sont les auteurs et compositeurs du futur titre des Enfoirés 2020, cédant tous leurs droits à l'association.
Sylvain Duthu a écrit et joué sur scène le spectacle musical jeune public Quand j'étais petit j'étais une limace, un mélange de théâtre et de musique. Ils se produisent notamment sur la scène des Francofolies de La Rochelle en juillet 2018.
Jean-Noël Dasque, Florent Dasque et Jérémie Planté (qui détiennent les sociétés de production et d'édition JFJ PROD) sont à l'origine de la création du label HOME qui vient en aide aux jeunes artistes en développement (distribution Universal Music France),.

## Membres
- Florent Dasque — chant, guitare
- Jean-Noël Dasque — guitare
- Jérémie Plante — piano
- Jean-Baptiste Labe — trombone
- Laurent Garnier — basse, clavier
- Manu Aurousset - Trompette
- Eyal — chant
- Chacha Angela — batterie

## Discographie

### Singles
- 2011 : Cielo Ciego
- 2012 : San Clemente (Je voulais vous parler des femmes)
- 2012 : Mundo loco
- 2013 : Bla bla
- 2015 : Emmène-moi
- 2016 : Bruxelles
- 2016 : Ce gamin-là
- 2016 : Demain de bon matin
- 2018 : Je me dis que toi aussi
- 2018 : Tout le temps
- 2019 : Allez reste (avec Vianney)
- 2019 : Si la vie avance
- 2019 : Tous les deux (avec Patrick Bruel)
- 2020 : Emmène-moi (featuring LEJ)
- 2020 : Tu seras la dernière (featuring Lola Dubini)
- 2021 : Bruxelles (featuring Lunis)
- 2025 : Seul ici
- 2025 : Je rentre à la maison

## Clips et bande originale
Le groupe a composé la bande originale du film eMotion (réalisé par Guilhem Machenaud / Ho5 Park). Ce film a remporté le prix spécial du public lors du Festival international du film de free-ride en 2009.
- 2011 : Cielo Ciego
- 2011 : San Clemente (Je voulais vous parler des femmes)
- 2013 : Bla bla
- 2014 : J'm'excuse pas
- 2015 : Emmène-moi
- 2016 : Bruxelles
- 2016 : Ce gamin-là
- 2016 : Demain de bon matin
- 2017 : Le Bagad de Lann-Bihoué (single de l'album collectif Breizh eo ma bro !)
- 2018 : Je me dis que toi aussi
- 2018 : Tout le temps
- 2019 : Allez reste (avec Vianney)
- 2019 : Si la vie avance
- 2019 : Tous les deux (avec Patrick Bruel)
- 2020 : Emmène-moi (avec LEJ)
- 2020 : Tu seras la dernière (feat. Lola Dubini)
- 2025 : Seul Ici

## Distinctions
- 2012 : Disque d'or pour l'album Paris Buenos Aires (+ de 50 000 disques vendus en France)[66],[67]
- 2013 : Nomination révélation scène de la 28e cérémonie des Victoires de la musique[68],[69],[70]
- 2016 : Disque d'or pour l'album Bruxelles (+ de 50 000 disques vendus en France)[71],[72]
- 2017 : Disque de platine pour l'album Bruxelles (+ de 100 000 disques vendus en France)[73],[74]
- 2018 : Single d'or pour la chanson Emmène-moi[75]
- 2019 : Victoire de la musique pour la chanson originale de l'année avec Je me dis que toi aussi lors de la 34e cérémonie des Victoires de la musique[76],[77],[78]
- 2019 : Médaille d'or de la ville de Tarbes[79],[80]
- 2019 : Disque d'or pour l'album Je me dis que toi aussi[17]
- 2019 : Single d'or pour les titres Allez reste et Je me dis que toi aussi[81]
- 2019 : Nomination aux NRJ Music Awards 2019
- 2019 : Nomination aux Olympia Awards 2019 (catégorie « Spectacle de l'année »)
- 2019 : Nomination chanson de l'année sur TF1 avec Je me dis que toi aussi
- 2020 : Nomination aux Victoires de la musique pour la chanson originale de l'année avec Allez reste
- 2020 : Vainqueur du Yacast Award pour le titre français le plus diffusé de l'année avec "Allez reste"[2]
- 2020 : Nomination aux Nrj Music Awards 2020 (Groupe de l'année)[82]
- 2021 : Disque de platine pour l'album "Je me dis que toi aussi"[83]
- 2024 : Single de diamant avec "Allez reste"[83]
- 2025 : Disque d'or pour l'album "Loin des yeux" ( + de 50 000 disques vendus en France)[45]